# Iwan Bobko
Iwan Michajlowitsch Bobko (ukrainisch Іван Михайлович Бобко́; * 10. Dezember 1990 in Odessa, Ukrainische SSR, Sowjetunion) ist ein ukrainischer Fußballspieler (offensiver Mittelfeldspieler).

## Karriere
Iwan Bobko begann seine Fußballkarriere in seiner Geburtsstadt bei Tschornomorez Odessa zur Saison 2007/08 steig er in die zweite Mannschaft des Vereins auf. Nachdem Odessa in der Saison 2009/10 aus der Premjer-Liha abgestiegen ist, steig Bobko in die erste Mannschaft des Vereins auf und debütierte am 26. September 2010 in der Perscha Liha. Beim 2:1-Sieg gegen den FC Prykarpattya Ivano-Frankivsk wurde er zur zweiten Halbzeit für Giorgi Chelebadze eingewechselt. Sein erstes Tor für Tschornomorez erzielte er am 6. Oktober 2010 bei seinen dritten Einsatz. In der 52. Minute traf er beim Spiel gegen den FC Arsenal-Kyivshchyna Bila Tserkva zum 1:0-Siegtreffer. Mit seinen vier Toren hatte er Anteil daran, dass Tschornomorez am Saisonende hinter dem PFK Oleksandrija auf den zweiten Platz stand und den direkten Wiederaufstieg in die Premjer-Liha schaffte.
Sein Debüt in der Premjer-Liha gab er am 11. Juli 2011. Beim 1:1-Unentschieden gegen Karpaty Lwiw wurde er in der 67. Minute für Igor Tigirlas eingewechselt. Seine ersten beiden Tore in der Premjer-Liha erzielte er am 22. April 2012 beim Spiel gegen Metalist Charkiw, welches 3:3 endete. In der Saison 2012/13 erreichte er mit der Mannschaft das Pokalfinale, wo man Schachtar Donezk mit 1:3 unterlag. Weil Schachtar Donezk als Meister schon für die Champions League qualifiziert war, qualifizierte sich Odessa als unterlegener Pokalfinalist für die UEFA Europa League. Sein internationales Debüt gab er am 18. Juli 2013 beim Spiel gegen den moldawischen Verein Dacia Chișinău in der zweiten Qualifikationsrunde. Er war beim 2:0-Sieg die gesamte Spielzeit auf den Rasen.
Zur Rückrunde der Saison 2016/17 wechselte er von Tschornomorez Odessa zu Metalist Charkiw. Sein Debüt für seinen neuen Verein absolvierte er am 1. März 2015. Bei der 0:3-Niederlage gegen Dynamo Kiew wurde er in der 86. Minute für Dmytro Antonow eingewechselt. Nach eineinhalb Jahren verließ er den Verein wieder und wechselte nach Ungarn zu Debreceni Vasutas SC in die Nemzeti Bajnokság. Dort gab er sein Debüt am 10. September 2016. Beim 2:1-Sieg gegen Újpest Budapest wurde er in der 69. Minute für David Holman eingewechselt. Sein erstes und einziges Tor für den Verein erzielte er bei seinen zweiten Einsatz. Bei der 1:3-Niederlage gegen Ferencváros Budapest erzielte er in der 16. Minute den zwischenzeitlichen 1:1-Ausgleich.
Nach etwa einen halben Jahr wurde der Vertrag von Iwan Bobko beim Debreceni Vasutas SC ausgelöst. Nach einer halbjährigen Vereinslosigkeit schloss er sich erneut seinen Heimatverein Tschornomorez Odessa an, wo er seitdem mit einer Unterbrechung, unter Vertrag steht.

## Erfolge
- Aufstieg in die Premjer-Liha: 2010/11